# Hanno ammazzato il Mario/La zolfara
Hanno ammazzato il Mario/La zolfara è il secondo singolo della cantante italiana Ornella Vanoni, pubblicato nel 1959.

## Descrizione
Hanno ammazzato il Mario, scritta da Dario Fo e Fiorenzo Carpi, è stata reinterpretata da Isabella nel 1973, con il titolo allungato in Hanno ammazzato il Mario in bicicletta, nel suo album Bruno Lauzi presenta Isabella.
La zolfara è la cover dell'omonimo brano inciso l'anno precedente da Pietro Buttarelli nell'EP Cantacronache 1.
Entrambe le canzoni, che fanno parte del periodo delle canzoni della mala, sono tratte dal secondo EP inciso dalla Vanoni, intitolato Le canzoni della malavita vol. 2, pubblicato a dicembre 1959, mentre due anni dopo furono inserite nel primo album omonimo della cantante

## Tracce
Lato A
1. Hanno ammazzato il Mario – 3:19 (testo: Dario Fo – musica: Fiorenzo Carpi)

Lato B
1. La zolfara – 3:30 (testo: Michele L. Straniero – musica: Fausto Amodei)